# Alicyclobacillus acidocaldarius
Alicyclobacillus acidocaldarius (früher Bacillus acidocaldarius) von acidum lateinisch Säure und caldarius lateinisch der Wärme zugehörig ist ein Bakterium, dass saure und thermische Habitate bewohnt. Die aeroben, Gram-positive Sporen formende Stäbchen bilden kurze Ketten von 5–6 Zellen. Die Sporen sind ellipsoid liegen terminal bis subterminal in der Zelle. Die Hitzeresistenz ist relativ schwach ausgeprägt mit einer Halbwertszeit 86 °C für 10 bis 12 Minuten. Der pH-Wert-Bereich liegt zwischen 2 und 6. Das Wachstum erfolgt zwischen 45 und 70 °C. Die Spezies ist nah mit Alicyclobacillus acidoterrestris verwandt. A. acidocaldarius kommt im Wasser und Erdboden vor. Es handelt sich um einen frei lebenden nicht pathogenen Organismus, der mit dem Verderb von Fruchtsäften in Verbindung gebracht wird. Die Gensequenz ist vollständig sequenziert.